# NetBlocks
NetBlocks est une organisation de surveillance qui surveille la cybersécurité et la gouvernance d'Internet,. Le service a été lancé en 2017 pour surveiller la liberté sur Internet.

## Travail

### Projets
NetBlocks publie des rapports originaux sur la gouvernance d'Internet et l'énergie durable, fournissant des outils au public pour observer d'éventuelles restrictions d'Internet et pour estimer les conséquences économiques des perturbations du réseau,. NetBlocks a établi un haut niveau de confiance dans les communautés du monde entier, facilitant la diffusion d'informations lors d'urgences et d'événements de censure sur Internet, selon une recherche évaluée par des pairs publiée dans la revue scientifique Nature.

### Événements
Le 25 novembre 2017, NetBlocks et la Digital Rights Foundation ont fourni des informations sur la censure nationale de Facebook, Twitter, YouTube et d'autres services de médias sociaux par le gouvernement pakistanais à la suite des manifestations de Tehreek-e-Labaik,,.
Lors des manifestations soudanaises de 2018-2019, NetBlocks a déclaré que le gouvernement soudanais maintenait « un vaste régime de censure d'Internet » à la suite de la censure des sites Web de médias sociaux dans le pays. À la suite de la tentative de coup d'État gabonais de 2019, NetBlocks a surveillé la censure dans le pays. Le coût de la coupure d'Internet pendant trois jours à la suite des manifestations contre le carburant au Zimbabwe a également été calculé pour coûter au Zimbabwe environ 17 millions de dollars.
Le blocage de Wikipédia au Venezuela et d'autres incidents de censure pendant la crise présidentielle vénézuélienne ont également été surveillés par NetBlocks, plusieurs médias internationaux couvrant la situation avec le travail de NetBlocks,,,,,.
En juillet 2020, alors que le Parlement somalien adoptait une motion de censure à l'encontre du Premier ministre Hassan Ali Khaire, NetBlocks a rapporté que l'accès à Internet avait été interrompu, empêchant la couverture médiatique des réactions politiques et publiques aux événements sur le terrain, présentant des preuves contredisant l'opérateur de réseau Hormuud Telecom. affirme que la panne était due à des "conditions venteuses",.
À partir de février 2022, NetBlocks a mis en place une initiative de reportage fournissant une couverture étendue de l'invasion russe de l'Ukraine, documentant les efforts russes pour désactiver les communications sur les sites nucléaires et dans les zones de conflit,,.